# Independence (paquebot)
Pour les articles homonymes, voir Independence.
L’Independence est un paquebot construit aux chantiers Bethlehem Steel de Bethlehem en 1951 pour la compagnie  American Export Lines. Après avoir changé de nom et de propriétaires à plusieurs reprises, il est échoué à Alang pour démolition, mais se brise sur la plage. Il a été détruit sur place.

## Histoire
L’Independence est un paquebot construit aux chantiers Bethlehem Steel de Bethlehem en 1951 pour la compagnie  American Export Lines. Il est mis en service le 10 février 1951. En 1959, il est envoyé aux chantiers. Ses superstructures sont avancées et il reçoit un nouveau pont.
En janvier 1974, l’Indépendance est vendu à la compagnie Atlantic Far East Line Inc. et devient l’Oceanic Independence.
Après avoir changé de nom et de propriétaires à plusieurs reprises, il est échoué à Alang pour démolition, mais se brise sur la plage. Il a été détruit sur place.